# Штимац, Игор
И́гор Шти́мац (хорв. Igor Štimac; род. 6 сентября 1967, Меткович) — хорватский футболист и тренер. Выступал на позиции защитника. Провёл 53 матча за сборную Хорватии. Участник чемпионата Европы 1996 и чемпионата мира 1998. Ныне — тренер, а также комментатор и футбольный агент.

## Карьера

### Клубная
Игор Штимац начал карьеру в «Хайдуке» и выступал за клуб на протяжении семи сезонов, проведя 64 матча. В 1992 году стал чемпионом Хорватии, после чего перешёл в испанский «Кадис», выступавший в Примере. Уже в сезоне 1992/93 клуб опустился в Сегунду, а в следующем году занял в ней последнее место и переместился в третью по значимости лигу. Штимац решил вернуться в «Хайдук». Он провёл за клуб ещё один сезон и во второй раз стал чемпионом.
31 октября 1995 года Штимац перешёл в английский «Дерби Каунти», выступавший во второй по значимости лиге страны — Чемпионшипе. Сумма сделки составила 1,5 миллиона фунтов стерлингов. Уже в своём первом матче за клуб Штимац сумел забить, а вскоре закрепился в основе команды и помог ей выйти в Премьер-лигу. Всего за «Дерби» провёл 4 сезона, сыграв 84 матча. 29 августа 1999 года был продан в «Вест Хэм Юнайтед» за 600 тысяч фунтов стерлингов. Ещё два сезона играл в Англии, после чего решил вернуться в родной чемпионат.
В 2001 году Штимац в третий раз в своей карьере оказался в «Хайдуке». Проведя за родной клуб ещё один сезон, принял решение завершить карьеру.

### Сборная
Штимац дебютировал в сборной Хорватии в декабре 1990 года, в матче со сборной Румынии. Участвовал в чемпионате Европы 1996 и чемпионате мира 1998, на котором хорваты заняли третье место. Штимац также участвовал в отборочных турнирах к чемпионату Европы 2000, на который хорваты не сумели пробиться, и чемпионату мира 2002.

#### Голы за сборную
| № гола | Дата            | Стадион           | Соперник | Результат | Соревнование           |
| ------ | --------------- | ----------------- | -------- | --------- | ---------------------- |
| 1      | 3 сентября 1995 | Максимир, Загреб  | Эстония  | 7:1       | Квалификация к ЧЕ 1996 |
| 2      | 26 марта 1996   | Вартекс, Вараждин | Израиль  | 2:0       | Товарищеский матч      |

### Тренерская карьера
В 2005 году Штимац был назначен спортивным директором «Хайдука», клуба, в котором как игрок провёл 9 сезонов.
Весной 2006 года Штимац возглавил «Цибалию», одного из аутсайдеров чемпионата Хорватии, но был уволен через 2 месяца. Позже работал с «Загребом».
5 июля 2012 года занял место главного тренера сборной Хорватии, заменив Славена Билича. Начав с поражения в товарищеском матче с Швейцарией (2:4), команда неплохо стартовала в отборочном турнире к чемпионату мира 2014 года, набрав 16 очков в первых 6 матчах, но затем последовала череда неудовлетворительных результатов, включая домашнюю ничью с принципиальными соперниками из Сербии (1:1), что при слабой игре привело к критике работы Штимаца. По опросу местной газеты 24sata около 98 % респондентов поддерживали его отставку. 15 октября 2013 года хорваты проиграли шотландцам 0:2). После матча Штимац подал в отставку, президент Хорватского футбольного союза Давор Шукер принял её на следующий день. Вакантное место занял Нико Ковач, сумевший вывести сборную на чемпионат мира через стыковые матчи.

## Достижения

### Командные
Хайдук
- Чемпион Хорватии: 1992, 1994/95
- Обладатель Кубка Хорватии: 1992, 1994/95

Сборная Хорватии
- Бронзовый призёр Чемпионата мира 1998

### Индивидуальные
- Государственная спортивная награда имени Франьо Бучара: 1998 (в составе сборной Хорватии)